# خوسيه لويس غوميز بيريز
خوسيه لويس غوميز بيريز (بالإسبانية: José Luis Gómez Pérez)‏ (10 يونيو 1987 في إسبانيا - ) هو لاعب كرة قدم إسباني في مركز الهجوم. لعب مع راسينغ فيرول وسلتا فيغو ونادي ريوس ديبورتيو ونادي كومبوستيلا ونادي كيركيدا وCD Teruel ‏ وLorca Deportiva CF ‏.

## وصلات خارجية
- خوسيه لويس غوميز بيريز على موقع قاعدة بيانات كرة القدم.إي يو (الإنجليزية)
- خوسيه لويس غوميز بيريز على موقع Soccerway.com (الإنجليزية)
- خوسيه لويس غوميز بيريز على موقع AS.com (الإسبانية)